# Mozal

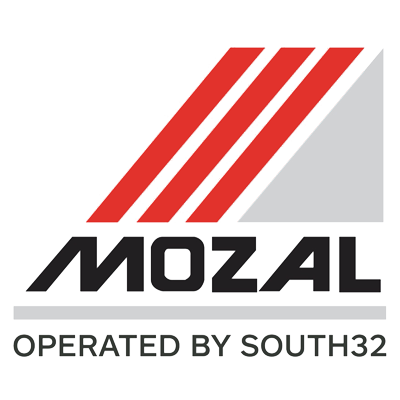
Logo de Mozal

La Mozal, dénommée ainsi à partir de Mozambique Aluminium, est une entreprise produisant de l'aluminium, basée à Matola, une ville du Mozambique, capitale de la province de Maputo, fondée en 1974 et maintenant détenue par le géant minier australien BHP Billiton, associé à des capitaux japonais et mozambicains, Mitsubishi Corporation détenant 25 % du consortium. Mozal constitue l’un des plus gros complexes industriels en opération en Afrique australe.

## L'histoire
Dans les colonies portugaises, le Barrage de Cahora Bassa, sur le Zambèze, est né d’un accord entre le Portugal et l’Afrique du Sud le 19 septembre 1969, pour fournir de l’électricité à celle-ci, via une ligne à haute tension de 1400 kilomètres de long et développer l'industrie du Mozambique, alors contrôlé par le Portugal. L'abondance de la production d'électricité assurée par le barrage sur le Zambèze dépasse très largement la consommation  mozanbicaine et il est décidé de créer la deuxième fonderie d'aluminium d'Afrique, en visant une production de 550000 tonnes par an, près de Maputo. Le contrat de construction prévoit que 82 % du Barrage de Cahora Bassa appartient au Portugal, qui insiste pour que l'électricité soit vendue en Afrique du Sud. L'indépendance survient le 25 juin 1975 et le Portugal réclame une créance de 2 milliards de dollars. Le départ massif des cadres portugais et l'effondrement du trafic portuaire et ferroviaire, conséquence logique de l'hostilité du gouvernement mozambicain à la Rhodésie et à l'Afrique du Sud, met le pays au bord de la banqueroute. Le conflit ne sera soldé qu'en 2005, par un accord prévoyant que 15 % des recettes du soient reversées au Portugal.
L'Afrique du Sud appuie alors la Renamo, mouvement de rébellion qui sabota en 1980 le barrage de Cahora Bassa, sur le Zambèze, privant le Mozambique d’une importante source de revenus hydroélectriques. À la suite de la grande sécheresse du début des années 1980 en Afrique du Sud, les accords de Nkomati, permirent à Eskom, la compagnie sud-africaine, et la société mozambicaine Hidroelectrica de Cahora Bassa, de s'entendre pour exporter à nouveau le courant vers le réseau sud-africain, à un prix avantageux.
Le projet est relancé en juillet 1998 par un consortium d'investisseurs, mené par le au groupe BHP Billiton, à la suite de l'arrêt de la guerre civile au Mozambique. Le barrage de Cabora-Bassa peut alors enfin entrer à nouveau en production. Depuis qu'elle est ouverte en 2002, la fonderie a triplé, à elle seule, les exportations du Mozambique et accru fortement son PIB, auquel elle contribuait contribue à hauteur de 2,1 % en 2002. La fonderie utilise son établissement portuaire mozambicain à la fois pour ses importations de matières premières et ses exportations sur le marché international (Rotterdam agissant en tant que plate-forme de transbordement de son aluminium). D’une capacité de production de 250 000 tonnes lors de sa mise en opération, l’usine peut produire 506 000 tonnes d’aluminium depuis 2003.
Le consortium propriétaire de l'usine envisage de porter la capacité de production d'aluminium de 550 000 à 800 000 t/an.